# Floresta ombrófila

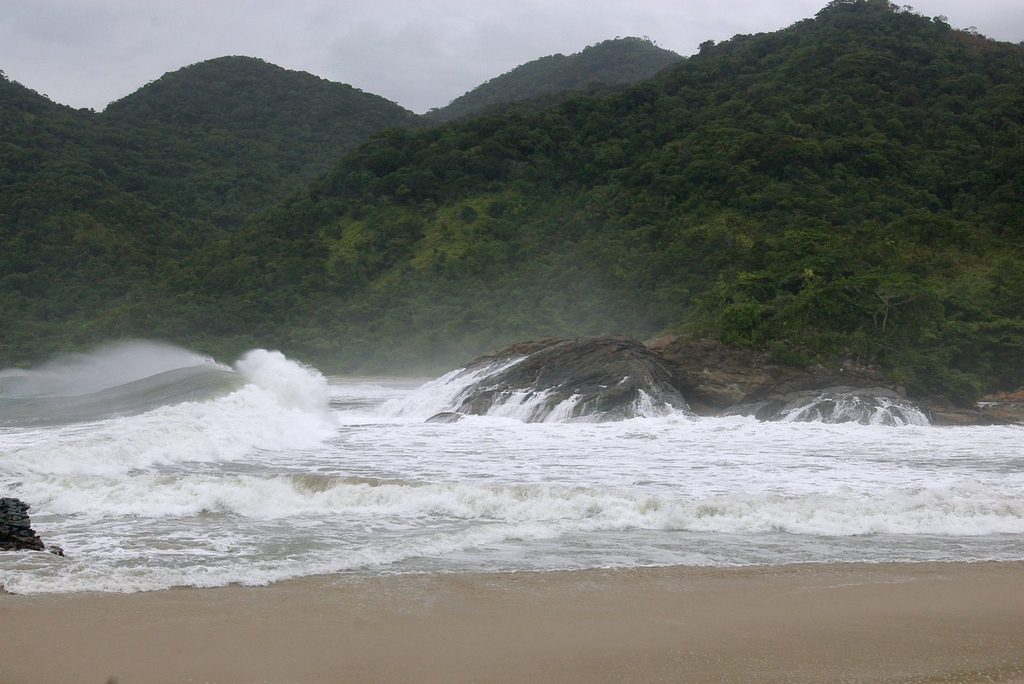
Floresta ombrófila no Parque Nacional da Serra da Bocaina, SP.

Floresta ombrófila é um tipo de vegetação tropical.

## Terminologia

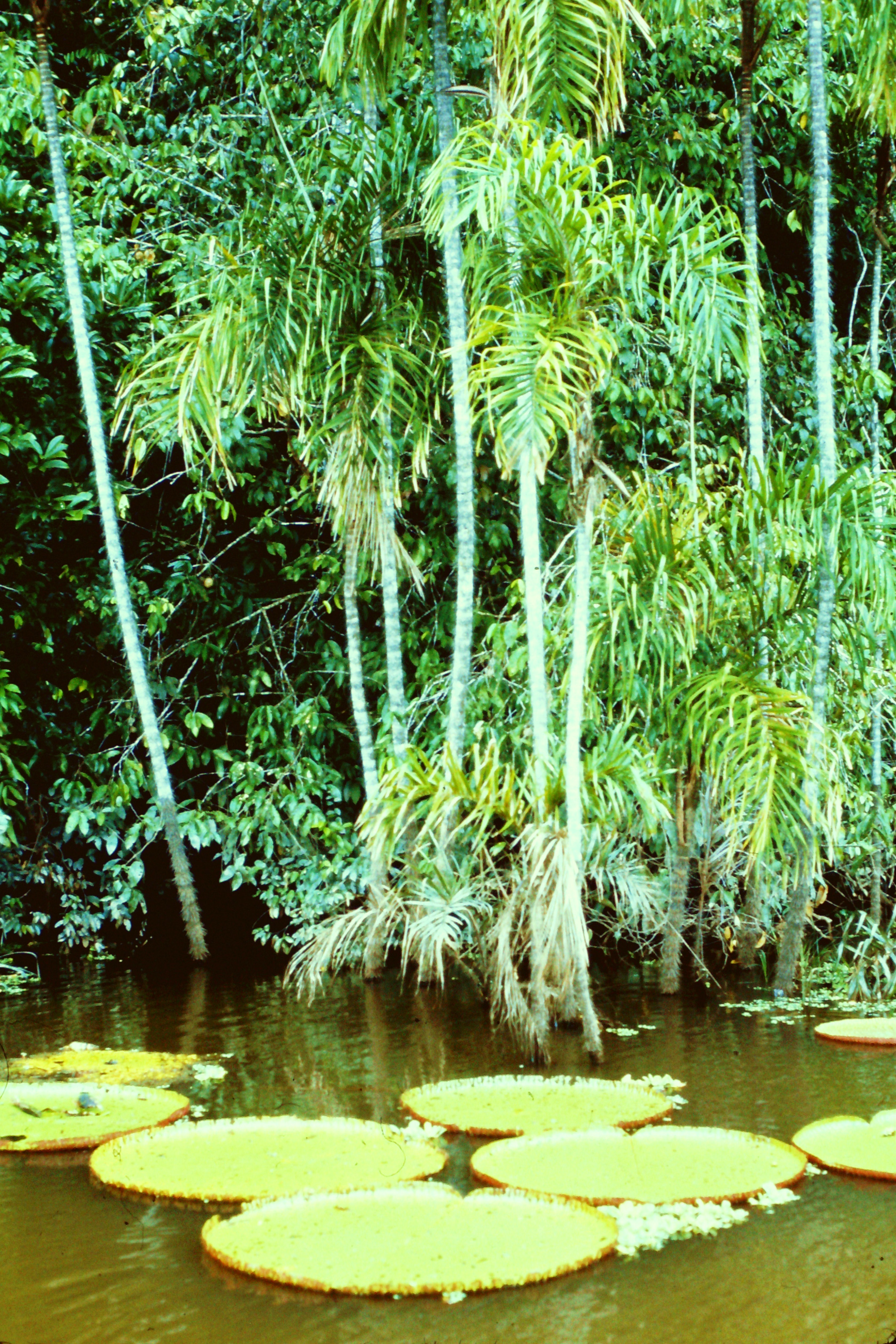
Floresta ombrófila às margens de tributário do rio Amazonas, próximo a Iquitos, Peru.

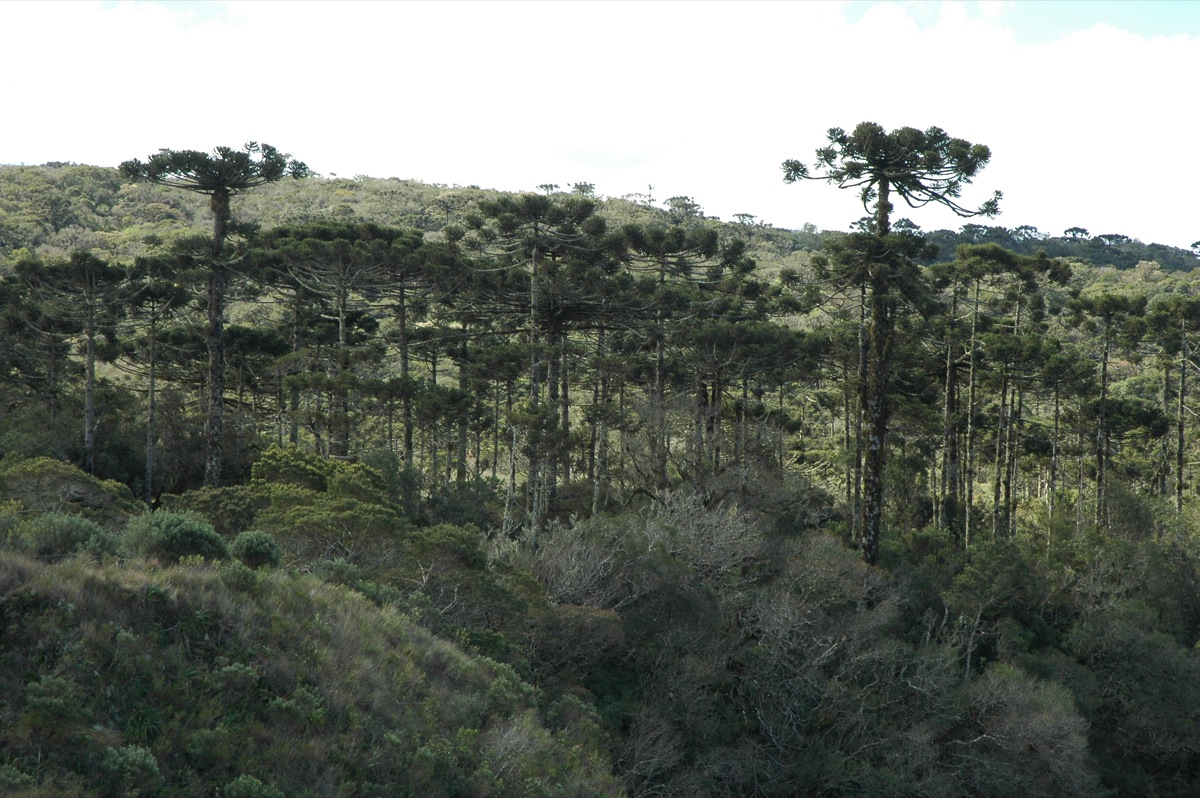
Floresta ombrófila (mata de araucárias) no Parque Nacional de Aparados da Serra, SC e RS.

A denominação "floresta ombrófila" foi criada por Ellemberg e Mueller-Dombois (1967) como um sinônimo de "floresta pluvial" (Regenwald ou rainforest, em alemão e inglês), de Schimper (1898, 1903).
Ambas, porém, têm o significado remetendo a "chuva". O termo "ombrófilo" é de origem grega (ombrós, "chuva" + phílos, e, on, "amigo"),  enquanto o termo "pluvial" tem origem latina (pluviale). Eles caracterizam as fisionomias ecológicas tropicais e costeiras. Florestas ombrófilas têm chuvas intensas e constantes.
Outras denominações relacionadas incluem: "floresta úmida" (moist forest ou fôret humide, em inglês e francês) de Aubréville,, ou ainda, o antigo termo "mata virgem" (Urwäldern), de Martius.

## Descrição
Trata-se de uma formação ribeirinha ou mata ciliar que ocorre ao longo dos cursos de água, ocupando os terraços antigos das planícies quaternárias. Tal formação é constituída por espécies vegetais com alturas variando de 5 a 50 metros, de rápido crescimento, em geral de casca lisa, tronco cônico e raízes tabulares.[carece de fontes?]
Nessa classe encontram-se muitas palmeiras no estrato dominado e na submata, havendo espécies que não ultrapassam os 5 metros de altura. Observam-se também algumas plantas não lenhosas na superfície do solo. Em contrapartida, a formação apresenta muitos cipós lenhosos e herbáceos, além de um grande número de epífitas e poucos parasitas.[carece de fontes?]

## Tipos
Tipos, de acordo com o IBGE (2012):
- Floresta ombrófila densa
- Floresta ombrófila aberta
- Floresta ombrófila mista

### Floresta ombrófila mista (floresta com araucária)
Este tipo de ecossistema florestal, também conhecido como "mata de araucária", é um tipo de vegetação do Planalto Meridional, onde ocorria com uma abrangência de 250 000 quilômetros quadrados, distribuída nos estados do Rio Grande do Sul, Santa Catarina, Paraná, São Paulo e Minas Gerais.[carece de fontes?]
Esta floresta apresenta formações florísticas em refúgios situados nas Serras do Mar e da Mantiqueira, muito embora no passado tenha se expandido bem mais ao norte, porque a família Araucariaceae apresentava dispersão paleogeográfica que sugere ocupação bem diferente da atual. A composição florística deste tipo de vegetação é dominada por gêneros como Drimys, Araucaria (australásicos) e Podocarpus (afro-asiático), que sugerem, em face da altitude e da latitude do Planalto Meridional, uma ocupação recente a partir de refúgios alto-montanos.[carece de fontes?]

### Floresta ombrófila mista aluvial
Este subtipo de floresta ombrófila mista caracteriza-se por formações ribeirinhas e ocupa sempre os terrenos aluviais, situados nos deflúvios das serras costeiras voltadas para o interior e nos planaltos dominados pela Araucaria angustifolia (pinheiro-brasileiro), associada a outros tipos de vegetais.[carece de fontes?]
Além da araucária, também encontra-se o Podocarpus lambertii (pinheiro-bravo), que é típico desta altitude. No Sul do Brasil, é constituída principalmente pela Araucaria angustifolia, Luehea divaricata (açoita-cavalo) e Myrtus sp. (murta), no estrato emergente, e pela Sebastiania commersoniana (branquilho), no estrato arbóreo contínuo.[carece de fontes?]